# 나의 태양 (AKB48의 노래)
〈나의 태양〉 (僕の太陽 보쿠노타이요[*])는 일본의 아이돌 AKB48의 일곱 번째 싱글이자 메이저 다섯 번째 싱글이다. 2007년 8월 8일 데프스타 레코드를 통해 발매됐다.

## 배경과 발매
노래는 TV 도쿄 계열 애니메이션 《델토라 퀘스트》의 여는 곡 및 NRN 계열 《AKB48 내일까지 조금 더.》의 닫는 곡으로 사용되고 있다. 
노래의 싱글판은 1종류가 발매됐으며, 사양이 초도 사양 한정판과 일반판으로 나눠져있다. 양라는 자켓이 다른 것 외에 전자에만 《델토 퀘스트》의 캐릭터 그림 와이드캡 스티커가 봉입되어있다. 
캐치카피는 "아키바48이 아니라니까! AKB48이라고!"이다. TV 스팟은 코지마 하루나가 나레이션을 담당했다. 
노래의 뮤직비디오는 타케히사 마사키가 감독을 맡고 있다. 이 비디오는 본 노래의 싱글판에는 없으며, 다음 싱글이 되는 〈석양을 보고 있니?〉의 DVD에 수록되어있다. 

## 수록곡
| #            | 제목                          | 작사            | 작곡              | 편곡  | 재생 시간 |
| ------------ | ----------------------------- | --------------- | ----------------- | ----- | --------- |
| 1.           | 〈僕の太陽→나의 태양〉        | 아키모토 야스시 | 이노우에 요시마사 | 4:54  |           |
| 2.           | 〈未来の果実→미래의 열매〉    | 아키모토 야스시 | 오카다 미오       | 4:53  |           |
| 3.           | 〈僕の太陽〉 (Instrumental)   |                 | 이노우에 요시마사 | 4:54  |           |
| 4.           | 〈未来の果実〉 (Instrumental) |                 | 이노우에 요시마사 | 4:53  |           |
| 총 재생 시간 | 총 재생 시간                  | 총 재생 시간    | 총 재생 시간      | 19:34 |           |

## 선발 멤버
나의 태양
- 아키모토 사야카, 이타노 토모미, 오오시마 마이, 오오시마 유코, 오노 에레나, 카사이 토모미, 코지마 하루나, 시노다 마리코, 다카하시 미나미, 나카니시 리나, 마에다 아츠코, 미네기시 미나미, 미야자와 사에, 와타나베 마유

미래의 열매
- 아키모토 사야카, 이타노 토모미, 우메다 아야카, 오오시마 마이, 오노 에레나, 카사이 토모미, 코지마 하루나, 시노다 마리코, 다카하시 미나미, 나카니시 리나, 마에다 아츠코, 마스다 유카, 미네기시 미나미, 미야자와 사에, 와타나베 마유

## 차트
| 차트                        | 최고 순위 |
| --------------------------- | --------- |
| 일본 (오리콘 차트 (데일리)) | 4         |
| 일본 (오리콘 차트 (주간))   | 6         |
| 일본 (오리콘 차트 (연간))   | 272       |